# Le Vieux qui lisait des romans d'amour
Le Vieux qui lisait des romans d'amour (Un viejo que leía novelas de amor) est un roman de l'auteur chilien Luis Sepúlveda, publié originellement en espagnol en 1992 aux éditions Tusquets et traduit la même année en français par François Maspero pour les Éditions Métailié.
En France, Le Vieux qui lisait des romans d'amour connaît un succès commercial ; entre 1992 et 2010, 1 250 000 exemplaires du roman sont vendus (tous formats confondus).

## Résumé
Lorsque les habitants d'El Idilio, petite ville d'Amazonie, en Équateur, découvrent dans une pirogue le cadavre d'un homme blond (gringo) assassiné, ils accusent les Indiens (les Shuars) de meurtre. Le maire, surnommé « La Limace », est l'un des plus virulents accusateurs. Seul Antonio José Bolívar, un vieil homme, déchiffre dans la blessure de l'homme assassiné l'attaque d'un félin et fait l'hypothèse — qui se révélera juste — qu'il s'agit de la vengeance d'une femelle envers les chasseurs qui ont sans doute tué ses petits et son mâle.
Le narrateur évoque ensuite la vie d’Antonio José Bolívar Proaño. À 13 ans, il se fiance et se marie ensuite avec Dolores Encarnación del Santísimo Sacramento Estupiñán Otavalo. Ils partent vivre en Amazonie, car leur couple est infertile, les rumeurs s'agitent et on accuse AJB d'en être à l'origine. Dolores meurt de la malaria deux ans après leur arrivée à El Idilio, en Amazonie.
Antonio devient ensuite l'ami des Shuars, surtout après qu'il a été mordu par un boa puis guéri par un sorcier shuar. Antonio est considéré "comme l'un des leurs" mais pas "l'un des leurs'. Nonobstant, il accède à certaines faveurs. On lui prête notamment des femmes shuar. Ils vivent paisiblement jusqu'à ce que des Blancs investissent la forêt et tuent deux Shuars dont Nushiño, l'ami d'Antonio. Ce dernier retrouve le meurtrier de son ami et lui ôte la vie avec son fusil. Il est alors chassé de la tribu pour ne pas avoir tué le Blanc selon la coutume des Shuars : avec une sarbacane et des fléchettes au curare, condamnant ainsi l'esprit de Nushiño à errer entre le monde des morts et des vivants. Antonio part pour El Dorado et y découvre dans l'école de la ville les romans d’amour pour lesquels il se passionne rapidement. Il passe des heures et jours entiers à lire des romans d'amour et attend avec impatience l'arrivée du dentiste (Rubicondo Loachamin) qui lui apporte de nouveaux romans. Par la lecture, Antonio se remémore son histoire d'amour avec Dolores.
Un matin de pluie, on entend des cris. Un deuxième homme est victime du félin. Le maire d’El Idilio organise une expédition dans le but de le tuer. Mort de peur, il finit par demander à Antonio de traquer seul la bête. Antonio accepte. Ils la recherchent pendant plusieurs heures. Retardé par le maire, énorme et maladroit, Antonio finit par la trouver — c'est effectivement une femelle —, et dans une clairière, il voit son mâle à l’agonie. Antonio comprend qu’il doit l’achever.
Il se réfugie alors sous une vieille pirogue. La femelle vient le provoquer : il la blesse, elle s'éloigne, puis il sort de la pirogue. Elle revient à la charge et, au moment où elle bondit sur lui, il tire deux coups de chevrotine. Elle meurt. Il pleure, jette l’animal dans le fleuve Amazone et jette son fusil. Ayant honte de son acte, et pris par la mélancolie, il repart lire ses romans d'amour dans  sa cabane pour oublier la « barbarie des hommes »

## Personnages
- Antonio José Bolívar Proaño : Il s'agit du héros du roman qui va chasser la femelle ocelot. Il aime lire des romans d'amour.
- Dolores Encarnación : C'est la femme d'Antonio José Bolívar morte dans le récit avant la première page (morte de la malaria 2 ans plus tard); nous savons peu d'elle hormis les souvenirs que nous transmet son mari.
- Nushiño est l'ami d'Antonio José Bolívar, qui meurt tué par un chercheur d'or.
- Le maire, dit « La Limace » : surnommé ainsi à cause de sa transpiration abondante. Il est aussi décrit comme étant arrogant, stupide et obèse.
- Le docteur Rubicondo Loachamín : dentiste, il apporte des romans d'amour à Antonio José Bolívar. Il hait tous les gouvernements.
- La femelle ocelot: Tue des hommes pour se venger
- Les Shuars : peuple d'Amazonie qui adopte Antonio et lui apprend la vie dans la jungle ; boucs-émissaires accusés de tous les meurtres, ils sont très respectueux de la jungle et de la nature.
- Les Jívaros : indigènes rejetés du peuple des Shuars car avilis et dégénérés par les habitudes des « Apaches », autrement dit les Blancs.

## Style d'écriture
Le roman se définit par son style à la fois humoristique et émouvant[réf. souhaitée]. En effet, l'histoire s'articule entre des passages humoristiques, tel que l'arrivée du dentiste, et des passages plus émouvants, pratiquement lorsque Antonio se confie sur le cours de sa vie et sur son histoire d'amour avec Dolores. On retrouve le vocabulaire courant et familier de l'espagnol d'Amérique latine. 
Le moment où AJB se fait chasser de la tribu est important car il signe son retour à El Idilio.

## Adaptation cinématographique
Le roman a été adapté au cinéma en Australie par Rolf de Heer en 2001. Intitulé The Old Man Who Read Love Stories, Richard Dreyfuss tient le premier rôle et est accompagné, entre autres, par Timothy Spall et Hugo Weaving.

## Publications en français
- 1992 : Éditions Métailié, collection « Points ».
- 1994, 1995, 1996 et 1997 : Éditions du Seuil, collection « Points »,  (ISBN 9782020239301).
- 2003 : Éditions À vue d'œil.

## Distinctions
- Prix Relay du roman d'évasion 1992
- Prix France Culture étranger 1992